# Fort Gaines
Fort Gaines är administrativ huvudort i Clay County i Georgia. Fort Gaines grundades officiellt år 1814. Orten fick sitt namn efter militären Edmund P. Gaines. Enligt 2010 års folkräkning hade Fort Gaines 1 107 invånare.

## Kända personer från Fort Gaines
- Mackey Sasser, basebollspelare